# Gemene oranje roest
Gemene oranje roest of algemene oranje roest (Coleosporium tussilaginis, synoniem: Coleosporium petasitis) is een schimmel die tot de familie Coleosporiaceae behoort.

## Levenscyclus
De levenscyclus bestaat uit vijf stadia, die op twee verschillende waardplanten doorlopen worden. Op de ene waardplant, zoals klein hoefblad, worden teleutosporen, basidiosporen en uredosporen gevormd en op de andere waardplant, alleen op twee-naaldige dennen zoals de grove den, spermatiën en aecidiosporen.
De teleutospore is de dikwandige, gekleurde rustspore, die aan het einde van de zomer en de herfst gevormd wordt in het telium (vruchtlichaam). Het telium wordt net voor het afsterven van de waardplant gevormd. De gesteelde teleutospore is tweecellig en heterothallisch. In het voorjaar kiemt de teleutospore en vormt een basidium, waarop de basidiospore gevormd wordt.
De basidiospore infecteert de waardplant (grove den) en vormt daar een 500-1000 µm lang en 200-500 µm breed spermogonium met spermatiën en receptieve hyfen. Het spermogonium is in het begin geelachtig en wordt later bruin. Na bevruchting van een receptieve hyfe van het spermogonium door een spermatium met een ander paringstype wordt een 1-3 mm lang en 0,5-1,5 mm hoog aecium met haploïde-dikaryotische 20-40 × 16-27 µm grote aecidiosporen gevormd, die eerst geel zijn later wit worden. Aangetaste dennenaalden worden meestal geel en vallen af, maar sommige blijven in leven. Op deze naalden kan de schimmel 2-3 jaar overleven.
De aecidiospore kiemt op de andere waardplant (klein hoefblad), waarna aan de onderkant van het blad van de geïnfecteerde plant een 400-700 µm groot uredinium gevormd wordt, die eerst oranje en later rood van kleur is. Het uredinium vormt 25-31 × 18-23 μm grote uredosporen, die vervolgens weer een uredinium vormen. Later in het seizoen worden ten slotte in het mycelium 400-800 µm grote telia met 60-105 × 15-24 µm grote teleutosporen gevormd.

## Waardplanten
Hij tast de volgende planten aan:
- Campanula glomerata (Kluwenklokje)
- Campanula lactiflora
- Campanula lyrata
- Campanula olympica
- Campanula rapunculoides (Akkerklokje)
- Campanula trachelium (Ruig klokje)
- Chrysophthalmum dichotomum
- Emilia coccinea (Kwastjesbloem)
- Euryops acraeus (Zuid-Afrikaanse margriet)
- Euphrasia hirtella
- Euphrasia pectinata
- Jacobaea aquatica (Waterkruiskruid)
- Michauxia campanuloides
- Michauxia tchiihatchefii
- Petasites hybridus (Groot hoefblad)
- Pinus (Den)
- Pedicularis comosa
- Rhinanthus angustifolius (Grote ratelaar)
- Rhinanthus minor (Kleine raterlaar)
- Senecio doronicum subsp. orientalis
- Tussilago farfara (Klein hoefblad)

## Foto's

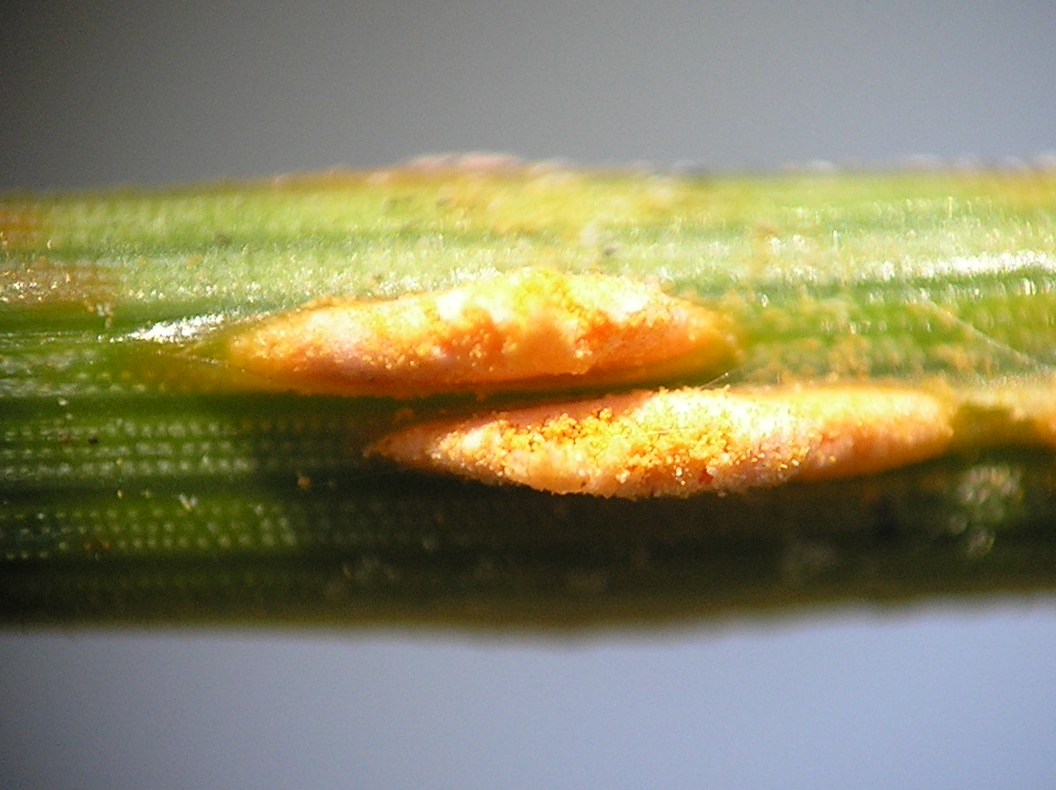
Aangetaste naald met geel gekleurde aecidiën op grove den
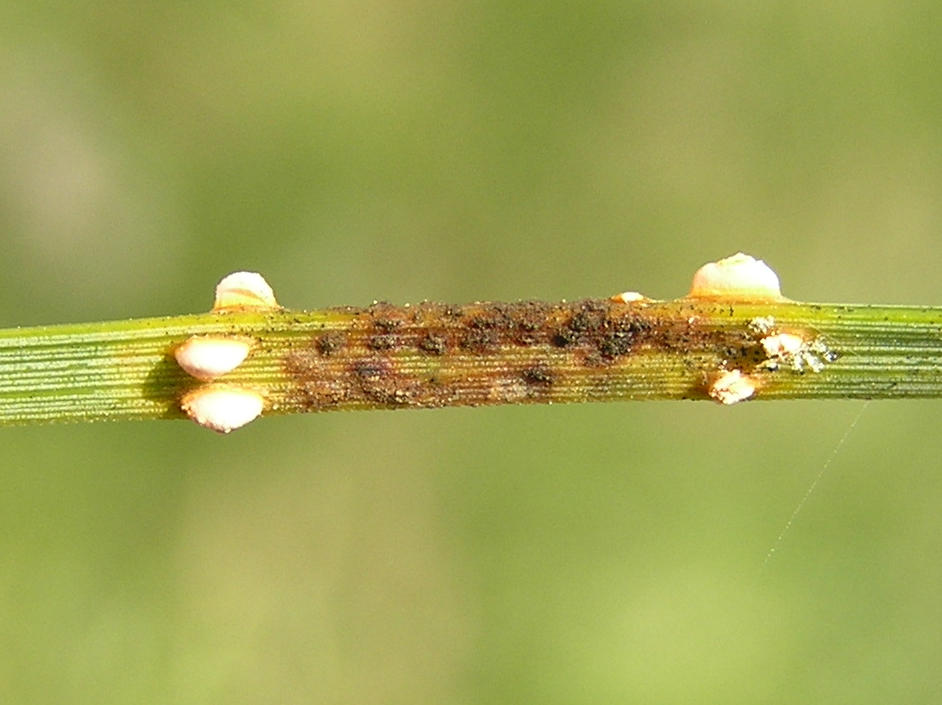
Aangetaste naald met witgekleurde aecidiën met daartussen spermogonia op grove den
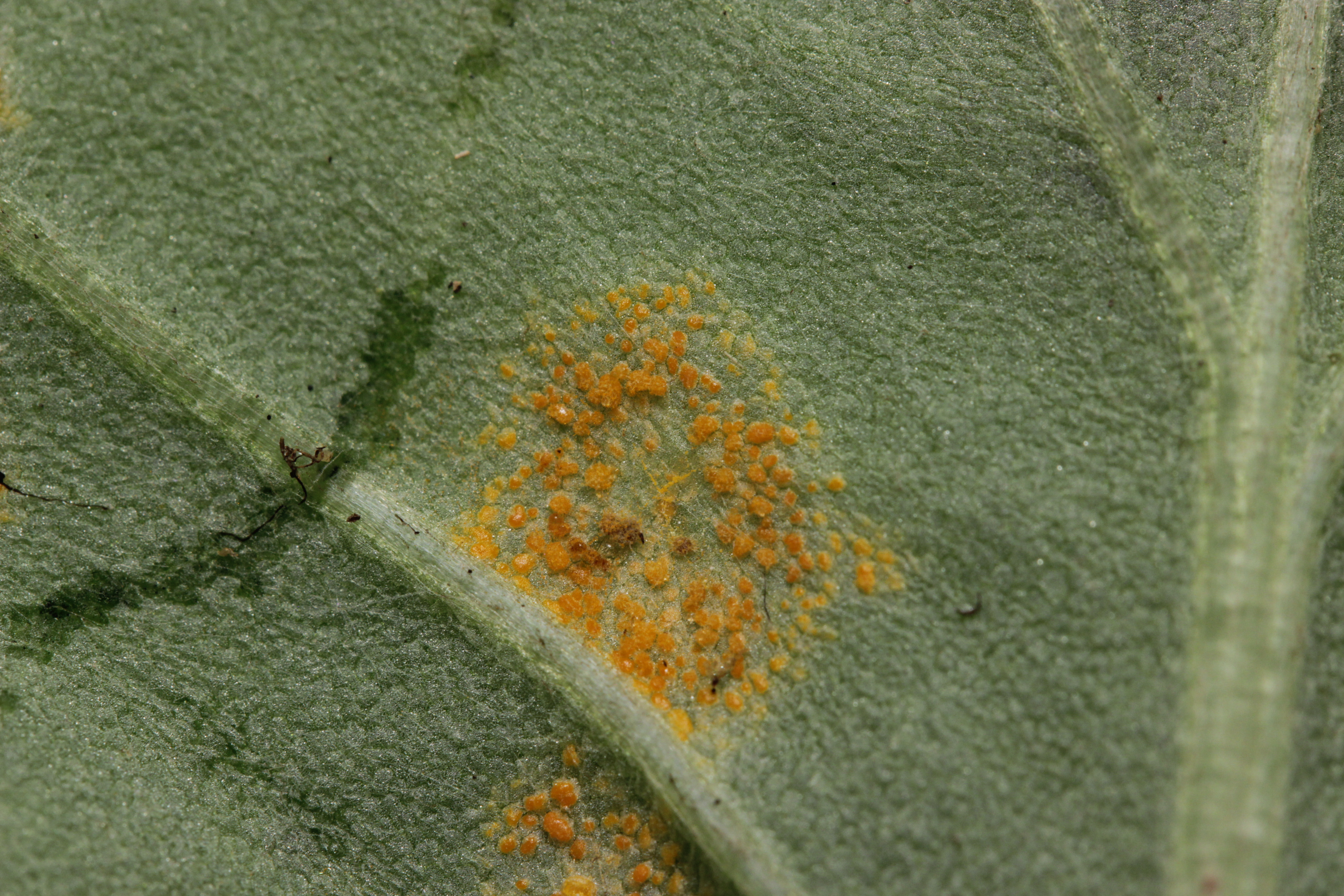
Uredinium op klein hoefblad
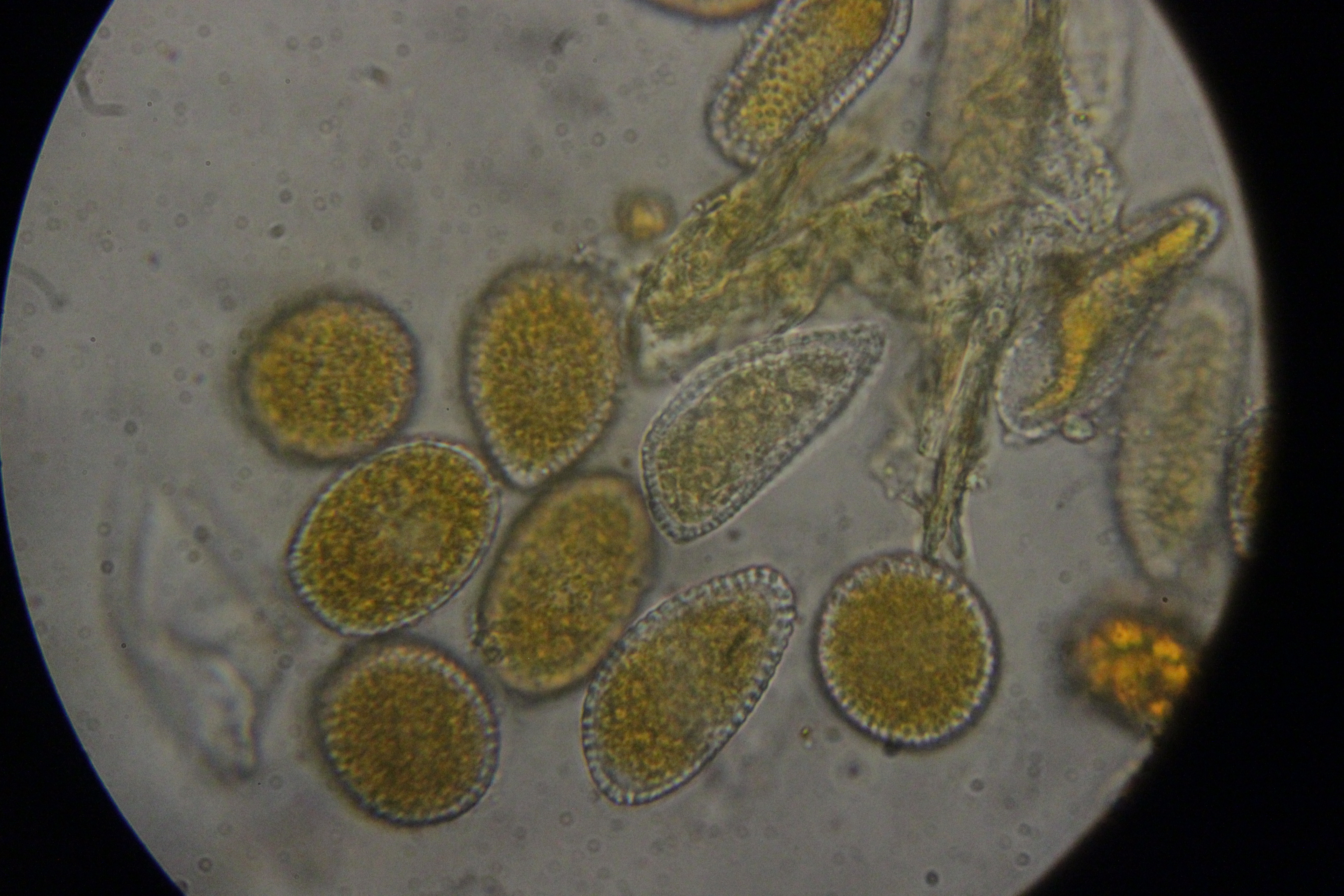
Uredosporen op klein hoefblad
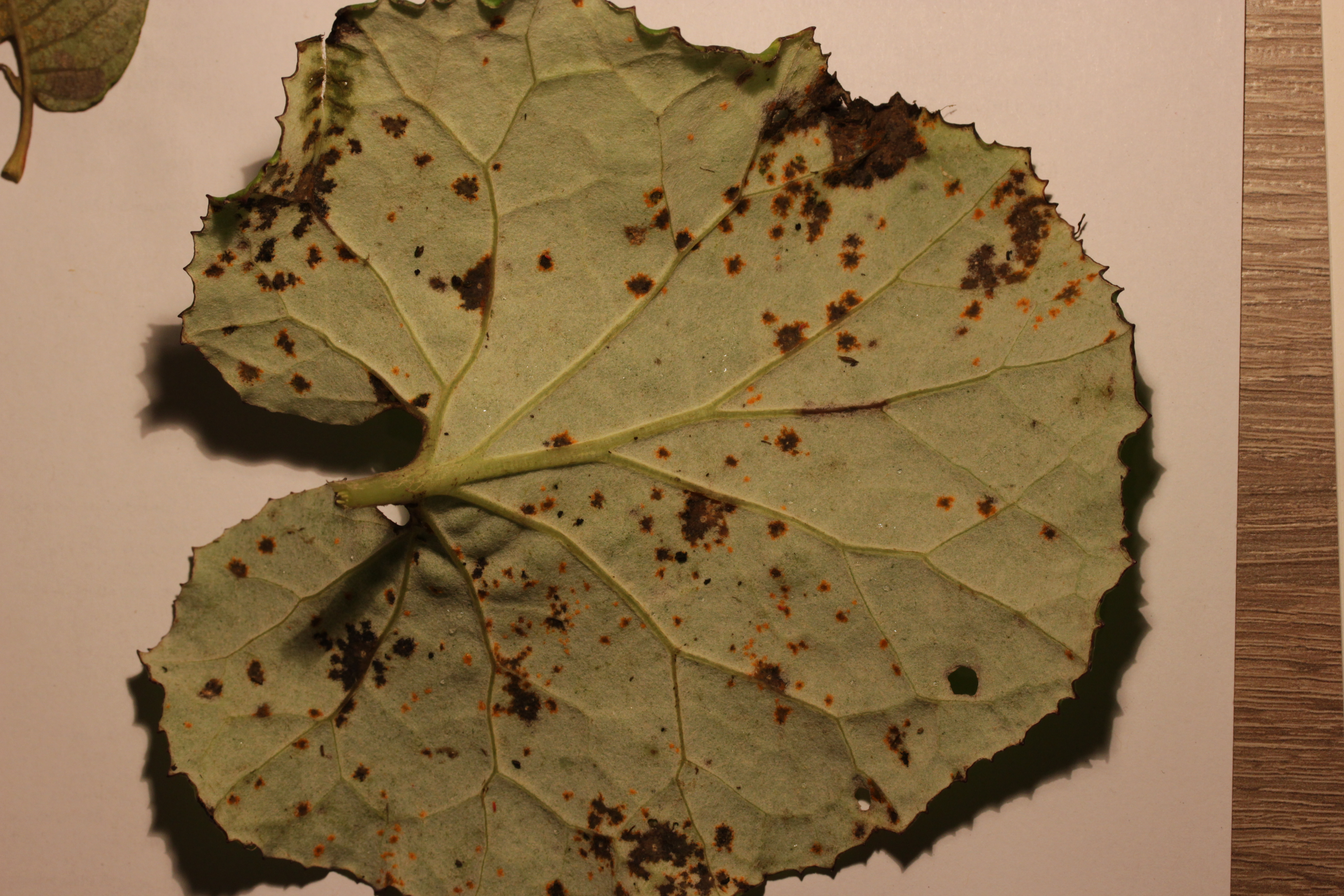
Telia op klein hoefblad